# Джена Хейз
Джена Хейз(
Носителка е на наградите в категорията за изпълнителка на годината на AVN, XBIZ и XRCO, с което постига т. нар. „тройна корона на порното“ и става първата актриса, печелила наградата в тази категория и на трите организации.
Получава и наградата на AVN за най-добра нова звезда, както и още множество други награди на AVN, Hot d'Or, F.A.M.E., XFANZ, XRCO, NightMoves.
Включена е в залите на славата на AVN и XRCO.

## Ранен живот
Родена е на 22 февруари 1982 г. в медицинския център Сейнт Джуд в град Фулъртън, щата Калифорния, САЩ.
Тя е от смесен етнически произход – немски, испански и ирландски.
През детството си живее на няколко различни места – най-дълго в Ла Хабра, Калифорния; в Ланкастър, Калифорния; както и в Инвър Гроув Хайтс, Минесота. Израства с разведени родители и по-големи от нея две сестри и един брат.
На 14 години напуска училището и започва да се подготвя като частен ученик у дома си и същевременно работи нископлатена работа в различни магазини и заведение за бързо хранене. Твърди, че напуска училище, тъй като семейството ѝ е бедно и трябва да работи, за да помага за изхранването на своите сестри и брат. След като навършва 18 години се решава да се пробва като стриптизьорка, но не остава доволна от заплащането. Когато е на 19 години нейният приятел я запознава в нощен клуб в Анахайм, Калифорния с негов приятел, който я запознава с порноактьора Петер Норт и с порноактьора и режисьор Крейвън Муурхед, като последният ѝ предлага да участва в порнографски филм и тя приема офертата, като само два дни по-късно снима първата си секс сцена пред камерата.

## Кариера в порнографската индустрия
Джена Хейз започва своята порнографска кариера през месец юли 2001 г., на 19-годишна възраст, като нейният дебют е във филма „Оралните приключения на Крейвън Мурхед 8“, в който снима сцена с двама мъже – със своя агент Слим Шейди (Дез) и Муурхед, като първоначално е предвидено да бъде сцена само с орален секс, но те импровизирали, правейки и вагинален секс. На следващия ден Хейз се снима във втория си филм – „Обслужване на животни 4“, в сцена с Майлс Лонг. Още през първата си седмица в порното Джена прави сцени с анален секс и с двойно проникване. След няколко месеца тя решава, че повече не ѝ е необходим агент и започва да се представлява сама.
През февруари 2002 г. се снима във филм на компанията „Джил Кели Продакшънс“, а режисьорката и собственичка на компанията – популярната порнографска актриса Джил Кели, е изключително впечатлена от нея и ѝ предлага ексклузивен договор като изпълнител. Появяват се и други оферти от други продуцентски компании, но през април 2002 г. Хейз подписва договор с компанията на Джил Кели, тъй като остава доволна както от финансовите параметри на договора, така и от възможността за развитие и изграждане на кариерата си. В своите интервюта Хейз споделя, че друг аргумент, за да направи този избор е, че счита компанията за нещо повече от бизнес – за семейство, и ѝ допада това, че ще има голяма група момичета около себе си и ще работи за компания, управлявана от жена.
През 2003 г. печели наградата на AVN за най-добра нова звезда. В следващите няколко години тя спира да снима секс сцени с мъже и се насочва към сцените с жени и мастурбиране. Тя прави това в знак на лоялност към своя приятел.
От април 2006 г. започва да работи с новия си приятел Джулс Джордан и се завръща към снимането на сцени с мъже.
През 2009 г. печели наградите в категорията за изпълнителка на годината на AVN, XBIZ и XRCO, с което постига т. нар. „Тройна корона на порното“ и става първата актриса, печелила наградата в тази категория и на трите организации.
В началото на 2012 г. обявява края на кариерата си като актриса в порноиндустрията, като заявява, че е снимала последната си секс сцена през месец април 2011 г.
Хейз е включена в списъка на „Мръсната дузина: най-популярните звезди в порното“ на телевизионния канал CNBC. Следваща година телевизията прави втори пореден такъв списък, отнасящ се вече конкретно към 2012 г., в който Хейз отново намира място.

## СтудиоJennaration X
През 2009 г. Джена Хейз създава и започва да ръководи своя собствена порнографска продуцентска компания – „Jennaration X Studios“. Тя сама режисира продуцираните от компанията ѝ филми и участва в тях като актьор. Дебютният продуцентски филм на Хейз „Cum-Spoiled Sluts“ излиза на 23 март 2009 г., последван на 6 юли същата година от „Anal Academics“.
Хейз твърди, че създава и управлява компанията само със свои лични финансови средства, като за създаването на първите си осем филмови продукции инвестира 320 хиляди долара.
Компанията работи в сътрудничество с тази на приятеля на Хейз – Джулз Джордан.
В свое интервю Джена посочва, че основният проблем, пред който е изправена, е пиратството в интернет, което значително ограничава приходите на компанията ѝ.

## В популярната култура
Рапърката Ейнджъл Хейз измисля своя псевдоним като комбинация от името на любимата си порноактриса – Джена Хейз, и от второто си име – Ейнджъл.
През 2012 г. Хейз се снима за мартенския брой на списание FHM заедно с рок изпълнителката Тейлър Момсън. Момсън твърди, че Джена Хейз е неин идол, като двете са близки приятелки. Хейз участва във видеоклипа на песента „My Medicine“ на рок група Прити Реклес, чийто вокалист е Тейлър Момсън.
Според списание „Coed“ Джена Хейз е на 14-о място сред най-търсените жени със 198 милиона регистрирани заявки за 2012 г. на името ѝ в световната интернет търсачка Гугъл, изпреварвайки Шакира (198 млн.), Селена Гомес (189 млн.), Майли Сайръс (176 млн.), Кристина Агилера (150 млн.), Деми Ловато (113 млн.), Марая Кери (107 млн.), Анджелина Джоли (103 млн.), Меган Фокс (93 млн.) и др. Хейз е и най-предно класираната порноактриса в тази класация.

## Личен живот
Има връзка с порнографския актьор, режисьор и продуцент Джулз Джордан.

## Награди и номинации
- 2012: AVN зала на славата.[4][1]
- 2012: XRCO зала на славата.[4][5]

Носителка на индивидуални награди
- 2003: AVN награда за най-добра нова звезда.[21][22]
- 2006: F.A.M.E. награда за любима мишена.[23]
- 2007: F.A.M.E. награда за любима орална звезда.[24]
- 2008: XRCO награда за оргазмен оралист.[25]
- 2008: F.A.M.E. награда за любима анална звезда.[26]
- 2009: AVN награда за изпълнителка на годината.[4][27]
- 2009: AVN награда за най-добро закачливо изпълнение.[27]
- 2009: Hot d'Or награда за най-добра американска жена изпълнител.[4][28]
- 2009: XRCO награда за изпълнителка на годината.[4][29]
- 2009: XBIZ награда за изпълнителка на годината.[30]
- 2009: F.A.M.E. награда за любима орална звезда.[31]
- 2009: F.A.M.E. награда за най-мръснишко момиче.[31]
- 2010: XRCO награда за оргазмен аналист.[32]
- 2010: F.A.M.E. награда за любима анална звезда.[33]
- 2010: F.A.M.E. награда за най-мръснишко момиче.[33]
- 2010: XFANZ награда за жена звезда на годината.[34]
- 2011: AVN награда за любим изпълнител (награда на феновете).[35]
- 2011: XRCO награда за оргазмен оралист.[36]
- 2011: NightMoves награда за най-добра екзотична танцьорка (избор на феновете).[37]
- 2011: Fame Registry награда за най-популярна порнозвезда.[38]

Носителка на награди за изпълнение на сцени
- 2003: AVN награда за най-добра соло секс сцена – „Big Bottom Sadie“.[22]
- 2007: AVN награда за най-добра орална секс сцена (видео) – „Тъмната страна на Джена Хейз“ (със Скот Лионс, Арнолд Шварценпекер, Джони Финдер, Трент Солари и Дони Лонг).[39]
- 2011: AVN награда за най-добра секс сцена с двойка само момичета – „Мяу“ (с Моник Алекзандър).[35]

Номинации за индивидуални награди
- 2002: Номинация за CAVR награда за най-добра звезда.[40]
- 2003: Номинация за XRCO награда за звезда на годината.[41]
- 2003: Номинация за XRCO награда за Cream Dream.[41]
- 2004: Номинация за AVN награда за най-добра поддържаща актриса (видео).[42]
- 2006: Номинация за CAVR награда за звезда на годината.[43]
- 2006: Финалистка за F.A.M.E. награда за любима порноактриса.[44]
- 2007: Номинация за AVN награда за изпълнителка на годината.[45]
- 2007: Номинация за XRCO награда за изпълнителка на годината.[46]
- 2007: Номинация за XRCO награда за оргазмен оралист.[46]
- 2007: Финалистка за F.A.M.E. награда за любима жена звезда.[47]
- 2007: Финалистка за F.A.M.E. награда за любимо дупе.[47]
- 2007: Номинация за CAVR награда за звезда на годината.[48]
- 2007: Номинация за NightMoves награда за най-добра екзотична танцьорка.[49]
- 2007: Номинация за AEBN VOD награда за изпълнител на годината.[50]
- 2008: Номинация за AVN награда за изпълнителка на годината.[51]
- 2008: Номинация за AVN награда за най-добра соло секс сцена – за изпълнението ѝ на сцена във филма „All Alone“.[51]
- 2008: Номинация за CAVR награда за звезда на годината.[52]
- 2008: Номинация за NightMoves награда за най-добра жена изпълнител.[53]
- 2008: Номинация за AEBN VOD награда за изпълнител на годината.[54]
- 2009: Номинация за AVN награда за най-добра актриса – „Неомагьосан ХХХ“.[55]
- 2009: Номинация за XRCO награда за супермръсница.[56]
- 2009: Номинация за AVN награда за уеб звезда на годината.[55]
- 2009: Номинация за XRCO награда за оргазмен оралист.[56]
- 2009: Номинация за XRCO награда за оргазмен аналист.[56]
- 2009: Номинация за Hot d'Or награда за най-добра американска актриса.[57]
- 2009: Финалистка за F.A.M.E. награда за любима жена звезда.[58]
- 2009: Финалистка за F.A.M.E. награда за любима анална звезда.[58]
- 2009: Номинация за AEBN VOD награда за изпълнител на годината.[59]
- 2010: Номинация за AVN награда изпълнителка на годината.[60]
- 2010: Номинация за XBIZ награда за изпълнителка на годината.[61]
- 2010: Номинация за XRCO награда за изпълнителка на годината.[62]
- 2010: Номинация за XRCO награда за оргазмен оралист.[62]
- 2010: Финалистка за F.A.M.E. награда за любима жена звезда.[63]
- 2010: Финалистка за F.A.M.E. награда за любима орална звезда.[63]
- 2010: Финалистка за F.A.M.E. награда за любимо дупе.[63]
- 2010: Номинация за F.A.M.E. награда за най-горещо тяло.[63]
- 2010: Номинация за Exotic Dancer награда за изпълнение в порнографски филм.[64]
- 2011: Номинация за AVN награда изпълнителка на годината.[65][66]
- 2011: Номинация за XBIZ награда за изпълнителка на годината.[67]
- 2011: Номинация за Galaxy награда за изпълнителка на годината в САЩ.
- 2011: Номинация за AEBN VOD награда за изпълнителка на годината.[68]
- 2012: Номинация за AVN награда за най-добро закачливо изпълнение.[69]
- 2012: Номинация за AVN награда за най-добра соло секс сцена.[69]
- 2013: Номинация за AVN награда за Crossover звезда на годината.[70]

Номинации за награди за изпълнение на сцени
- 2007: Номинация за AVN награда за най-добра секс сцена само с момичета (видео) – „Тъмната страна на Джена Хейз“ (с Тори Лейн).[45]
- 2008: Номинация за AVN награда за най-добра секс сцена само с момичета (видео) – „Евилюшън 3“ (с Дейзи Мари).[51]
- 2010: Номинация за AVN награда за най-добра анална секс сцена – „Курви, разглезени със сперма“ (със Скот Нейлс).[60]
- 2010: Номинация за AVN награда за най-добра секс сцена с двойно проникване – „Джена Хейз: Нимфоманиячка“ (с Мистър Пит и Тони Рибас).[60]
- 2011: Номинация за AVN награда за най-добра POV секс сцена – „Бунтовническо момиче“ (с Джоана Ейнджъл).[65]
- 2012: Номинация за AVN награда за най-добра анална секс сцена – „Просто Джена 2“ (със Скот Нейлс).[69]

Други признания
- 20-о място в класацията на списание „Комплекс“, наречена „Топ 100 на най-горещите порнозвезди (точно сега)“ от юли 2011 г.[7]

## Списания
- Fox, САЩ, юли 2003 г.
- Fox, САЩ, март 2006 г.
- Xtreme, САЩ, април 2011 г.
- AVN, САЩ, август 2011 г.
- FHM, САЩ, март 2012 г.